# Sant Pere de Vilabella
Sant Pere és l'església parroquial de Vilabella (Alt Camp) sota l'advocació de sant Pere apòstol. Està inclosa en l'Inventari del Patrimoni Arquitectònic de Catalunya. La parròquia està adscrita a l'arxiprestat de l'Alt Camp de l'arquebisbat de Tarragona. Té com a parròquies sufragànies les de Santa Llúcia de Renau (Tarragonès), Sant Joan Baptista de Nulles i Santa Maria de Puigpelat.

## Arquitectura
Es tracta d'un edifici de gran dimensions. És de planta rectangular amb absis semicircular i tres naus de 6 trams amb capelles laterals. Els suports són pilars i pilastres, els arcs són de mig punt i les voltes són de canó amb llunetes a la nau central i de quatre punts a les capelles. Al creuer s'alça una cúpula semiesfèrica sobre petxines. Als peus de l'església es troba un interessant cancell de fusta i, elevat, el cor. La façana presenta com a element remarcable la porta d'accés, rectangular, amb llinda coronada amb timpà triangular. La torre s'eleva als peus de l'església, al costat de l'Evangeli.
És de planta quadrada amb tres cossos vuitavats. Tot el conjunt respon a les característiques de l'estil neoclàssic pur.

## Història
Al llarg de la primera meitat del segle xix, la població de Vilabella del Camp experimentà un augment considerable, motiu pel qual la capacitat de l'antiga església de Santa Maria va fer-se insuficient i va ser necessària la construcció d'una nova església. Les obres van ser iniciades el 1857 per iniciativa de Joan Rafí i Segur, fill de Joan Rafí Vidal, important cap dels malcontents. La façana principal ja era finalitzada pel juliol del 1859, i el 1860 es realitzaren les teulades. La parròquia, edificada fora del nucli emmurallat, va ser beneïda el 8 de juny de 1862, quan només era construïda la base del campanar, finalitzat el 4 d'octubre de 1862.